# La Fontaine-Saint-Martin
La Fontaine-Saint-Martin é uma comuna francesa na região administrativa do País do Loire, no departamento de Sarthe. Estende-se por uma área de 13.72 km². Em 2010 a comuna tinha 618 habitantes (densidade: 45 hab./km²).